# Ognjen Kuzmić
Ognjen Kuzmić, né le 16 mai 1990, à Doboj, en Bosnie-Herzégovine (alors en Yougoslavie), est un joueur bosnien et serbe de basket-ball. Il évolue au poste de pivot.

## Biographie

### Carrière professionnelle
En septembre 2013, Kuzmić signe un contrat de deux ans avec les Warriors de Golden State, club de NBA.
Durant ses deux saisons à Golden State où il ne dispute que 37 matches, il est envoyé plusieurs fois en D-League chez Warriors de Santa Cruz avec lesquels il dispute 57 rencontres.
Le 22 juillet 2015, les Warriors ne conservent pas Kuzmić.
Le 27 juillet 2015, il signe en Grèce au Panathinaïkos.
Kuzmić réalise une bonne saison 2016-2017 en Euroligue avec l'Étoile rouge de Belgrade. Il remporte aussi la coupe Radivoj Korać, le championnat de Serbie et la ligue adriatique.
En juillet 2017, il rejoint le Real Madrid avec lequel il signe un contrat de deux ans. En octobre, il se blesse grièvement au genou gauche et son indisponibilité est estimée à plusieurs mois,.
Son passage au Real est limité par des blessures et en juillet 2019, Kuzmić repart à l'Étoile rouge avec un contrat de deux ans.
En juillet 2019, Kuzmić est responsable d'un grave accident de la route. Il souffre de blessures à la tête et au torse. Il reste dans le coma et, pendant plusieurs jours, ne peut respirer de manière autonome. Lors de l'accident, Kuzmić dépasse de 65 km/h la vitesse autorisée, conduit fortement alcoolisé et blesse gravement 3 autres personnes. Une plainte au pénal est déposée contre lui en juin 2020,,. Il risque jusqu'à 8 ans de prison mais lors du procès en décembre 2020, Kuzmić est condamné à une suspension de permis d'un an et une amende de 4 600 euros.
En février 2020, Kuzmić, très peu utilisé, est prêté par l'Étoile rouge au KK FMP (en), autre club de Belgrade jusqu'à la fin de la saison.
En septembre 2020, Kuzmić revient à l'Étoile rouge et y signe un contrat pour deux saisons supplémentaires.

### Sélection nationale
Kuzmić a la double nationalité bosnienne et serbe (car il est né à Doboj qui est désormais située en république serbe de Bosnie) et a fait savoir qu'il souhaitait jouer avec l'équipe de Serbie au championnat du monde 2014.

## Records sur une rencontre en NBA
Les records personnels d'Ognjen Kuzmić officiellement recensés par la NBA sont les suivants :
| Type de statistique        | Saison régulière | Saison régulière                            | Saison régulière                  | Playoffs | Playoffs                  | Playoffs      |
| Type de statistique        | Record           | Adversaire                                  | Date                              | Record   | Adversaire                | Date          |
| -------------------------- | ---------------- | ------------------------------------------- | --------------------------------- | -------- | ------------------------- | ------------- |
| Points                     | 6                | @ Nuggets de Denver Sixers de Philadelphie  | 16 avril 2014 30 décembre 2014    |          |                           |               |
| Paniers marqués            | 2                | 3 fois                                      |                                   |          |                           |               |
| Paniers tentés             | 3                | @ Magic d'Orlando Timberwolves du Minnesota | 31 décembre 2013 27 décembre 2014 |          |                           |               |
| Paniers à 3 points réussis |                  |                                             |                                   |          |                           |               |
| Paniers à 3 points tentés  |                  |                                             |                                   |          |                           |               |
| Lancers francs réussis     | 2                | 3 fois                                      |                                   |          |                           |               |
| Lancers francs tentés      | 4                | @ Nuggets de Denver                         | 16 avril 2014                     |          |                           |               |
| Rebonds offensifs          | 3                | @ Cavaliers de Cleveland                    | 7 janvier 2014                    | 1        | @ Clippers de Los Angeles | 21 avril 2014 |
| Rebonds défensifs          | 5                | @ Nuggets de Denver                         | 16 avril 2014                     | 3        | @ Clippers de Los Angeles | 21 avril 2014 |
| Rebonds totaux             | 7                | @ Nuggets de Denver                         | 16 avril 2014                     | 4        | @ Clippers de Los Angeles | 21 avril 2014 |
| Passes décisives           | 2                | Timberwolves du Minnesota                   | 27 décembre 2014                  |          |                           |               |
| Interceptions              | 2                | @ Nuggets de Denver                         | 16 avril 2014                     |          |                           |               |
| Contres                    | 1                | 5 fois                                      |                                   |          |                           |               |
| Balles perdues             | 3                | Lakers de Los Angeles                       | 30 octobre 2013                   |          |                           |               |
| Minutes jouées             | 31               | @ Nuggets de Denver                         | 16 avril 2014                     | 7        | @ Clippers de Los Angeles | 21 avril 2014 |

- Double-double : aucun (au terme de la saison 2014/2015)
- Triple-double : aucun.

## Palmarès
- Vainqueur de l'Euroligue 2017-2018
- Champion NBA (2015)
- Champion de la NBA D-League (2015)
- NBA D-League All-Defensive Third Team (2015)
- Vainqueur de la coupe de Grèce en 2016
- Vainqueur de la coupe Radivoj Korać 2017, 2021 et 2022
- champion de Serbie 2017, 2021
- Vainqueur de la ligue adriatique 2017, 2021
- Champion d'Espagne 2018, 2019